# Червени братя
Червените братя е анархистка терористична група, действала в Османската империя и България от Младотурската революция до Първата световна война. Произлиза от крайно течение в Народната федеративна партия (българска секция) и споделя отоманистки възгледи. Свързана е с Османските тайни служби.

## История
Групата е основана в Солун скоро след Младотурската революция от юли 1908 година. В нея членуват левичарите санданисти Владимир Попнайденов, Иван Икилюлев, Милан Манолев, Владо Чолаков и Панчо Йосифов.
За кратко към тях се присъединява Георги Парталев, който скоро след това заема висока служба в турската тайна полиция. Той става връзка между терористите анархисти и ръководството на османското разузнаване. Наум Тюфекчиев осигурява нужните взривове за акциите им, а Христо Иванов Дежурния им е свръзка.
В кратки срокове те организират поредица от атентати в България: заговора за убийството на Фердинанд I и Николай II в София през 1912 година и атентата в Градското казино от 1915 година. На 21 април 1912 година членове на Червените братя убиват Пере Тошев.
Според журналиста Крум Благов атентатът в църквата „Света Неделя“ от 1925 година е заимстван от идеята на Червените братя да организират атентат в катедралата „Свети Александър Невски“.